# Isa Mercure
Isa Mercure, de son nom de naissance Isabelle Libermann, fille de Jean Mercure et de Jandeline, née le 18 août 1947 à Paris, est une comédienne française.

## Biographie
Isa Mercure fait ses débuts à la télévision en 1969 dans La cité d'Is de Michel Subiela. Après huit années passées au Théâtre de la ville où elle a joué sous la direction de Jacques Fabbri, Jean Mercure, ou encore d'Arturo Corso, elle crée en 1978 avec son époux Gilles Guillot le Théâtre du Barouf, compagnie indépendante. Parallèlement, elle joue à l'extérieur de la compagnie sous la direction de Michel Vinaver, Marion Bierry, Jean-François Rémi. Elle tourne pour le cinéma et la télévision, notamment avec Raoul Ruiz, Christiane Spiero, Robert Mazoyer, André Michel. Elle est aussi metteur en scène et a adapté pour le théâtre, conjointement avec Gilles Guillot, Jacques Prévert, Guy de Maupassant, Henri Michaux, Jean Tardieu, etc.
Mariée au comédien Gilles Guillot, décédé le 19 avril 2013, elle a eu avec lui deux enfants, Héloïse et Arthur.

## Théâtre

### Interprétation
- 2022 : Celui qui s'en alla création plateau Lisa Guez, Le Méta, CDN Poitiers, mise en scène Lisa Guez
- 2011-2012 : Love Letters de A. R. Gurney, Théâtre du Lucernaire, Le Petit Louvre Avignon off 2011 et tournée, mise en scène d'Isa Mercure et Gilles Guillot[2],[3] ,[4]
- 2009 : Derrière la façade ou raconter le monde autrement d’après des entretiens filmés sur les thèmes du Temps et du Métier, mise en scène de Gilles Guillot
- 2008 : La Brasserie de l'univers de Roland Dubillard et Jean-Michel Ribes, au Petit Louvre, Avignon 2008, mise en scène de Gilles Guillot
- 2007 : Débrayage de Rémi De Vos au Théâtre du Chien qui fume Avignon et tournée, mise en scène de Gilles Guillot
- 2006 : À la renverse de Michel Vinaver au Théâtre Artistic Athévains mise en scène de l’auteur
- 2006 : Iphigénie Hôtel de Michel Vinaver au théâtre Nanterre-Amandiers, mise en scène de l’auteur
- 2005 : Les Pas perdus de Denise Bonal au Théâtre du Rond-Point, mise en scène de Gilles Guillot
- 2003 : L'Archipel sans nom de Jean Tardieu au Théâtre du Rond-Point, mise en scène de Gilles Guillot
- 2003 : Comment ça va sur la terre? de Jean Tardieu au Théâtre Molière/Maison de la Poésie
- 1995-2002 : La Chambre des reflets de Colette au Théâtre de Poche Montparnasse, mise en scène de Gilles Guillot
- 1998 : Horace de Pierre Corneille au Théâtre de l'Œuvre mise en scène de Marion Bierry
- 1997 : Fin d'été à Baccarat de Philippe Minyana, au Théâtre 14 Jean-Marie Serreau, mise en scène de Gilles Guillot
- 1992-1994 : L'Archipel sans nom de Jean Tardieu au Théâtre 14 Jean-Marie Serreau et tournée
- 1993 : Souvent je ris la nuit adapté de Victor Hugo, Théâtre Silvia Monfort, mise en scène de Gilles Guillot
- 1988-89 : Les Armoires, scènes de ménage de Feydeau, Courteline, Ionesco, Obaldia, Prévert, Jean Tardieu au Théâtre La Bruyère, mise en scène de Gilles Guillot
- 1989 : L’empereur s'appelle dromadaire, spectacle Jacques Prévert à la Maison de la Poésie
- 1987-1988 : Au bord du lit de Guy de Maupassant au Théâtre de la Madeleine et tournée, mise en scène de Gilles Guillot
- 1986-1987 : Piccolet et L'Affaire de la rue de Lourcine d’Eugène Labiche, mise en scène de Gilles Guillot
- 1985 : Je vous écris d'un pays lointain d’Henri Michaux, mise en scène Gilles Guillot au Théâtre 14 Jean-Marie Serreau
- 1984-1985 : Les Violettes de Georges Schehadé au Théâtre de l’Athénée, mise en scène de Gilles Guillot
- 1983 : L'Archipel sans nom de Jean Tardieu au Carré Silvia-Monfort et en tournée
- 1982 : Nuit de rêve de Mrozek à la Péniche Théâtre, mise en scène de Gilles Guillot
- 1981 : La Fausse Suivante de Marivaux au Festival du Marais mise en scène de Jean-François Rémi
- 1978-1981 : L'empereur s'appelle dromataire, spectacle Jacques Prévert au Théâtre Essaïon, tournée internationale, Petit Montparnasse
- 1975 : Zoo ou l'Assassin philanthrope (Sybille Greame) de Vercors, mise en scène de Jean Mercure
- 1974 : La Création du monde et autres bisness (Eve) d’Arthur Miller, mise en scène de Jean Mercure
- 1973-1977 : Santé publique (Agnès Doussin) de Peter Nichols, mise en scène de Jean Mercure
- 1972 : Les Possédés (Dacha) de Fiodor Dostoïevski adapté par Albert Camus, mise en scène de Jean Mercure
- 1972 : Isabelle, trois caravelles et un charlatan de Dario Fo, mise en scène d'Arturo Corso
- 1971-1977 : La guerre de Troie n'aura pas lieu (Iris, puis Cassandre) de Jean Giraudoux, mise en scène de Jean Mercure
- 1969 : Un chapeau de paille d'Italie (la mariée) d'Eugène Labiche, mise en scène de Jacques Fabbri

### Mise en scène
- 2011 : Love Letters de A. R. Gurney, Théâtre du Lucernaire (co-mise en scène avec Gilles Guillot)
- 2006 : Les mots sont des belettes d’Olivier Rolin en Région Ile-de-France (co-mise en scène avec Gilles Guillot)
- 2002 : Meurtre de Martine Drai, Théâtre du Chaudron, cartoucherie de Vincennes
- 1998-2001 : Même si c'est vrai c'est faux d’Henri Michaux au Théâtre Molière/Maison de la Poésie (co-mise en scène avec Gilles Guillot)
- 1992 : Bertrand de Sławomir Mrożek à la Péniche Théâtre

## Filmographie

### Cinéma
- 2021 : Soleil noir de Lionel Nakache (court métrage)
- 2000 : Tout est trop grand de Lorette Polmans (court métrage)
- 2000 : L'avenir nous appartient de Alexia de Oliveira Gomes (court métrage)
- 1999 : Le Temps retrouvé réalisé par Raoul Ruiz d’après Proust (madame Bontemps)
- 1994 : Trois Femmes de Roula Raghev (court métrage FEMIS)
- 1987 : The Peep-hole de Nicki Westcot (court métrage en anglais)
- 1986 : Témoignage de Rolande de Sautel (prix d’interprétation au Festival du Court-Métrage du Mans)
- 1980 : Les Jeux de la comtesse Dolingen de Gratz réalisé par Catherine Binet

### Télévision
- 2020 : La Fugue de Xavier Durringer : Agnès
- 2019 : La Part du soupçon de Christophe Lamotte
- 2015 : Irresponsable (La commissaire) réalisé par Stephen Cafiero
- 2015 : Meurtres à Avignon (Madame Blanchard) de Armelle et Ennanuel Parton réalisé par Stéphane Kappes
- 2015 : Profilage (épisode Maîtresse) de Simon Astier réalisé par Chris Briant
- 2007-2008 : Plus belle la vie (guest : Émilie Fontaine)[5]
- 2007 : H.B. Human Bomb - Maternelle en otage réalisé par Patrick Poubel
- 2000 : Brigade spéciale (épisode La Part de l'ombre réalisé par Charlotte Branstome)
- 1998 : Meurtres sans risques réalisé par Christiane Spiero
- 1990 : Tribunal
- 1989 : Ma légion pour Océaniques réalisé par Martin Ledinski
- 1989 : Les Coffres-forts de Zurich pour La Bavaria
- 1988 : Marie-Antoinette, reine d'un jour réalisé par Caroline Huppert
- 1985 : Les Violettes (Melle Justini) de Georges Schehade
- 1984 : Escalier B, porte C réalisé par Alain Frank
- 1984 : Le Génie du faux de Philippe Madral réalisé par Stéphane Kurc
- 1981 : La Marquise de Sévigné d’André Castelot réalisé par André Leroux
- 1981 : Les Enquêtes du commissaire Maigret, épisode : Le Pendu de Saint-Pholien d'Yves Allégret
- 1981 : Le Sang des Atrides réalisé par Sam Itskovitch
- 1980 : L'Adélaïde de Jean-André Baquey et Mireille Larroche réalisé par Patrick Villechaize
- 1980 : Les Cinq Dernières Minutes Jean-Yves Jeudy, épisode Un parfum d'Angélique
- 1980 : L'inspecteur mène l'enquête réalisé par Luc Godevais
- 1979 : L'inspecteur mène l'enquête réalisé par Pierre Cavassilas
- 1977 : Santé publique (Agnès) de Peter Nichols réalisé par Jeannette Hubert
- 1977 : L'inspecteur mène l'enquête réalisé par Paul Ranty
- 1976 : L'Homme d'Amsterdam (Françoise) réalisé par Victor Vicas
- 1976 : Zoo ou l'Assassin philanthrope de Vercors (Sybil) réalisé par Renaud Saint-Pierre
- 1975 : Messieurs les jurés L'Affaire Varney d’Alain Frank, réalisé par André Michel
- 1971 : Les Gens de Mogador (Sophie) réalisé par Robert Mazoyer
- 1970 : Le Tribunal de l'impossible "La cité d'Is", feuilleton télévisé de Michel Subiela